# Anticarsia leucospila
Anticarsia leucospila là một loài bướm đêm trong họ Erebidae.